# أندريا دي باولو
أندريا دي باولو (بالإيطالية: Andrea Di Paolo)‏ هو ملحن وعازف بيانو إيطالي، ولد في 24 فبراير 1978 في أتيسا في إيطاليا.

## وصلات خارجية
- الموقع الرسمي